# Elizabeth Fish
Elizabeth Mary Jane Fish (geboren am 22. Dezember 1860 in Glasgow, Schottland; gestorben am  21. März 1944 in Paisley, Schottland) war eine Lehrerin sowie die erste gewählte Präsidentin des  Educational Institute of Scotland, der ältesten Lehrergewerkschaft der Welt.

## Kindheit, Jugend, Ausbildung
Elizabeth Fish wurde 1860 in Glasgow in Schottland geboren. Ihr Vater war Stadt-Missionar und Kaplan an der Sharp’s Institution in Perth; in dieser Stadt wurde Elisabeth eingeschult.
Später kehrte Fish nach Glasgow zurück. Sie wurde Lehrerin und unterrichtete zunächst an der  Henderson Street public school. Sie wurde als erste in Schottland geprüft, ob sie eines Stipendiums der Königin würdig sei.  Zur Weiterbildung besuchte sie anschließend das Glasgow Church of Scotland Training College.
Danach studierte sie Französisch und Italienisch an der St. Andrews University und schloss mit dem LLA (Lady literate in arts) ab.  Sie wurde mit der  Society of Arts medal ausgezeichnet.

## Laufbahn
Von 1881  bis 1895 unterrichtete sie im Auftrag des  Glasgow School Board an der  Runford Street Public School sowie an der Shields Road Public School.
Anschließend unterrichtete sie von 1895 bis 1907 am Pupil-Teachers Institute in Glasgow bevor sie von 1907 bis 1920 an der Whitehill Higher Grade School und der John Street Higher Grade School unterrichtete.
Fish leitete auch Abendkurse zur Unterstützung von Stotterern und hielt Vorlesungen in Physiologie und Hygiene. Sie widersetzte sich den Forderungen von Eugenikern, Unterricht in „Rassenverbesserung“ einzuführen. Sie war der Meinung, dass „Sexualhygiene“ eine Aufgabe der Eltern sei und nicht in den Unterricht integriert werden sollte.

## Im Alter
Fish war zwei Jahre lang Präsidentin der Scottish Modern Languages Association (SMLA) und wurde 1920 Hauptlehrerin für moderne Sprachen an der Bellahouston Academy, die sie bis zu ihrer Pensionierung im Jahr 1925 leitete.
Sie war eine führende Persönlichkeit des öffentlichen Lebens in Glasgow und bekleidete ab 1902 Ämter in den Glasgower Zweigstellen der Class Teachers’ Association und des Educational Institute of Scotland (EIS) als Vorsitzende des EIS Central Ladies Committee.
Im Juni 1913 wurde Fish zur Präsidentin des EIS gewählt, sie war die erste Frau in diesem Amt.

## Engagement für gleiche Bezahlung
Im Januar 1914 räumte Elizabeth ein, dass die Frage der gleichen Entlohnung für die Mitglieder der schottischen und englischen Lehrervereinigungen umstritten war und plädierte für eine generelle Anhebung der Lehrergehälter. Sie verurteilte die schlechtere Bezahlung der weiblichen Lehrkräfte, warnte aber davor, die Öffentlichkeit, die noch nicht so weit sei, zu verprellen.

## Tod und Nachleben
Elizabeth Fish starb im Alter von 83 Jahren im Krankenhaus von Paisley.
Am nächsten Tag erschien ein Nachruf im Glasgow Herald, in dem sie als „the champion of women teachers in Scotland“ (die Vorkämpferin der Lehrerinnen in Schottland) gerühmt wurde.